# Louise Tobin
Louise Tobin (Aubrey, 1918. november 11. – Carrollton, 2022. november 26.) amerikai dzsesszénekesnő. Benny Goodmannel, Bobby Hackettel, Will Bradley-vel és Jack Jenney-vel egy korszakban tűnt fel. 1939-ben mutatta be az „I Didn't Know What Time It Was”-t Benny Goodman big bandjével. Legnagyobb slágere a „There'll Be Some Changes Made” volt, amely 1941-ben 15 hétig volt Your Hit Parade második helyezettje.
Harry James trombitás és zenekarvezető első felesége volt, akitől két fia született.

## Pályafutása
Kétéves korában a North Texas Stage Band-el már színpadon volt. Apja halála után a Texas állambeli Dentonba költözött a család. Tizennégyévesen kezdett énekelni a Denton High Schoolban.
1934-ben a texasi Sylvan Clubban, továbbá Beaumont (Dallas) és Houston (Texas) színházaiban is énekelt. Tizenhatévesen hozzáment a 19 éves Harry Jameshez, aki szintén ezeken a helyeken játszott. Két fiuk született: Harry (1941) és Jerin Timothyray "Tim" James (1942).
Tobin 1939-ben hívta fel Harry James figyelmét Frank Sinatrára, hallván Sinatrát a rádióban énekelni. Ezután James egyéves, heti 75 dolláros szerződést írt alá Sinatrával. John Hammond jazzkritikus és producer hallotta tobint énekelni, és elvitte Benny Goodmanhez. Tobin hamarosan csatlakozott a Goodman zenekarhoz. Johnny Mercer kifejezetten neki írta a „Louise Tobin Blues”-t.
Will Bradley-vel és zenekarával 1940-ben Tobin felvette a „Deed I Do”-t és a „Don't Let It Get You Down”-t .
Tobin és James 1943 májusában elvált Mexikóban.
1945-ben felvette az „All through the Day”-t Tommy Jonesszal és zenekarával, valamint a „June Comes Every Year”-t Emil Coleman zenekarával. 1946-ban a Los Angeles-i Melodee Clubban a Skippy Anderson's Banddel lépett fel, 1950-ben pedig felvette a „Sunny Disposish”-t Ziggy Elmannel és zenekarával.
A fiai nevelésével töltött hosszú szünet után Tobin énekelt az 1962-es Newport Jazz Festivalon, ahol megismerkedett leendő férjével, Peanuts Hucko klarinétossal. A fesztiválról a The New Yorkerben megjelent Whitney Balliett-kritika szerint „Louise Tobin úgy énekel, mint a fiatal Ella Fitzgerald”. Ezután Hucko és Tobin rendszeresen együtt léptek fel.
1974-ben Peanuts Hucko vezette a Glenn Miller Orchestrat, és Tobin éneklésével világszerte turnéztak.
1977-ben Tobin felvette a „There'll Be Some Changes Made” című dalt. A dal a rajongók gyakran kért kedvence lett a koncerteken.
Az 1980-as években a Pied Piper Quartettel turnéztak Európában, Ausztráliában és Japánban, és felvették a Tribute to Louis Armstrong és a Tribute to Benny Goodman című albumokat. 1992-ben a Starline Records kiadta a Swing That Music-ot, benne Huckóval és Tobinnal a „When You're Smiling” című duettet. Ez volt az utolsó közös felvételük. Hucko 2003-ban meghalt. 2008-ban Tobin eredeti zenei feldolgozásokból, sajtókivágásokból, műsorokból, felvételekből, műsorfüzetekből és fényképekből álló gyűjteményét odaadományozta a Tobin-Hucko Jazz Collection létrehozásához.
Tobin mindössze három héttel halála előtt még szerepelt a „Hot Jazz Saturday Night” dzsesszműsorban.

## Fordítás
Ez a szócikk részben vagy egészben  a   Louise Tobin című angol Wikipédia-szócikk ezen változatának fordításán alapul.  Az eredeti cikk szerkesztőit annak laptörténete sorolja fel. Ez a jelzés csupán a megfogalmazás eredetét és a szerzői jogokat jelzi, nem szolgál a cikkben szereplő információk forrásmegjelöléseként.